# Pulau Saebus
Pulau Saebus är en ö i Indonesien.   Den ligger i provinsen Jawa Timur, i den västra delen av landet, 1 000 km öster om huvudstaden Jakarta. Arean är 4,6 kvadratkilometer.
Terrängen på Pulau Saebus är mycket platt. Öns högsta punkt är 13 meter över havet. Den sträcker sig 1,9 kilometer i nord-sydlig riktning, och 3,1 kilometer i öst-västlig riktning.